# Nymphon kurilokamchaticum
Nymphon kurilokamchaticum is een zeespin uit de familie Nymphonidae. De soort behoort tot het geslacht Nymphon. Nymphon kurilokamchaticum werd in 1971 voor het eerst wetenschappelijk beschreven door Turpaeva. 